# Pristimantis ocellatus
Pristimantis ocellatus es una especie de anfibio anuro de la familia Craugastoridae.

## Distribución
Esta especie habita en la vertiente occidental de la Cordillera Occidental:
- en el noroeste de Ecuador en las provincias de Carchi, Esmeraldas e Imbabura entre los 1200 y 2600 m sobre el nivel del mar;
- en el sudoeste de Colombia, en los departamentos de Cauca y Nariño, entre los 1255 y 1780 m sobre el nivel del mar.[4]

## Descripción
Las hembras miden 45,7 mm.

## Publicación original
- Lynch & Burrowes, 1990 : The frogs of the genus Eleutherodactylus (family Leptodactylidae) at the La Planada Reserve in southwestern Colombia with descriptions of eight new species. Occasional Papers of the Museum of Natural History University of Kansas, n.º 136, p. 1-3[5]